# Ruschia scabra
Ruschia scabra är en isörtsväxtart som beskrevs av H.E.K. Hartmann. Ruschia scabra ingår i släktet Ruschia och familjen isörtsväxter. Inga underarter finns listade i Catalogue of Life.